# نیروانا (آلبوم اینا)
نیروانا آلبومی از هنرمند اهل رومانی اینا است که در سال ۲۰۱۷ میلادی منتشر شد. این آلبوم شامل ۱۵ قطعه می باشد.

### لیست آهنگ‌ها
۱. Ruleta (feat. Erick)
۲.Gimme Gimme
۳.My Dreams
۴.Tropical
۵.Hands Up
۶.Nirvana
۷.Don't Mind
۸.Lights
۹. Dream About the Ocean
۱۰.Nota de plata
۱۱.Cum Ar Fi
۱۲.Tu si eu
۱۳.Heaven
۱۴.Say It With Your Body
۱۵.Fade Away